# Juan Carlos Taboas Lorenzo
Juan Carlos Taboas Lorenzo (Ponteareas, 22 d'octubre de 1972) va ser un ciclista espanyol que fou professional entre el 1994 i el 1998.

## Palmarès
- 1990
  -  Campió d'Espanya juvenil en ruta
- 1991
  - Vencedor d'una etapa de la Volta da Ascension
- 1992
  - Vencedor d'una etapa de la Barcelona-Montpellier
- 1995
  - Vencedor d'una etapa del Gran Premi Correio da Manhã